# East West Side Story
East West Side Story − второй сборник японской панк-группы The Blue Hearts, включающий в себя лучшие песни группы, выпущенные на лейбле East West Japan, издан в 1995 году. Лучшие песни выпущенные на лейбле Meldac Records вошли в сборник Super Best.

## Список композиций
Первый диск состоит из студийных записей песен, второй − из записей живых выступлений 1991-1994 годов.

### Диск 1
1. «Jōnetsu no Bara» (情熱の薔薇 Роза страсти)
2. «Kubitsuri-dai Kara» (首吊り台から От висельника)
3. «Ano Ko ni Touch» (あの娘にタッチ Прикосновение девушки)
4. «Too Much Pain» (Слишком много боли)
5. «Yume» (夢 Мечты)
6. «Tabibito» (旅人 Путешественники)
7. «Taifū» (台風 Тайфун)
8. «1000 no Violin» (1000のバイオリン 1000 Скрипок)
9. «Party» (パーティー Вечеринка)
10. «Yūgure» (夕暮れ Сумерки)
11. «Yoru no Tōzokudan» (夜の盗賊団 Ночные воры) (Альтернативная версия)
12. «1001 no Violin» (1001のバイオリン 1001 Скрипка)
13. «Too Much Pain» (ремикс)

### Диск 2
1. «Waa Waa» (わーわー) (live version)
2. «Minagoroshi no Melody» (皆殺しのメロディ Мелодия бойни) (live version)
3. «Tokyo Zombie» (東京ゾンビ Токийский зомби) (live version)
4. «Sutegoma» (すてごま Жертва (live version)
5. «Ore wa Ore no Shi o Shinitai» (俺は俺の死を死にたい Я хочу умереть своей смертью) (alternative version)
6. * «Mirai wa Bokura no Te no Naka» (未来は僕等の手の中 Будущее в наших руках)
7. * «Bakudan ga Okkochiru Toki» (爆弾が落っこちる時 Когда падает бомба)
8. * «Roku de Nashi» (ロクデナシ Ублюдок)
9. * «No No No» (NO NO NO)
10. * «Fūsen Bakudan» (風船爆弾 Аэростат)
11. * «Hammer» (ハンマー Молот)
12. * «Hito ni Yasashiku» (人にやさしく Будь добрым с людьми)
13. * «Dance Number» (ダンス・ナンバー Танцевальный номер)
14. «Navigator» (ナビゲーター Навигатор) (live version)

*Дорожки 6–13 − запись одного выступления.